# Сахаров, Леонид Соломонович
Леонид Соломонович Сахаров (1900 — 10 мая 1928) — советский психолог, сотрудник Л. С. Выготского, член круга Выготского-Лурии.
В 1923—24 гг. учился на общественно-педагогическом отделении факультета общественных наук 1-го МГУ. С 1924 г. сотрудник Института психологии в Москве.
В историю науки вошёл как соавтор методики исследования мышления, известной как методика Выготского — Сахарова (за рубежом — Kasanin–Hanfmann Concept Formation Test). После скоропостижной смерти Сахарова результаты его исследования были доложены Л. С. Выготским на I съезде по изучению поведения человека (так называемый «поведенческий съезд», 25 января — 1 февраля 1930, Ленинград), а само исследование было завершено Ю. В. Котеловой и Е. И. Пашковской под руководством Выготского.
Памяти Сахарова посвящены: "Развитие высших психических функций", 1960г ("В авторском экземпляре книга посвящена сотруднику и другу Л.С. Выготского - Леониду Соломоновичу Сахарову", с. 482 "Примечаний"), первое издание книги Выготского «Мышление и речь» (1934).

## Публикации
- Сахаров Л. С., Серебровская М. В., Чехова. Школьные тесты // Просвещение на транспорте, 1927. № 7—8, 35—42
- Сахаров Л. С. Образование понятий у умственно-отсталых детей // Вопросы дефектологии. 1928
- Сахаров Л. С. О методах исследования понятий // Психология, 1930, т. 3
  - idem // Культурно-историческая психология, 2006, № 2